# Aura stationssamhälle
Aura stationssamhälle (finska: Auran asemanseutu) är en tätort (finska: taajama) och centralort i Aura kommun i landskapet Egentliga Finland i Finland. Vid tätortsavgränsningen den 31 december 2021 hade Aura stationssamhälle 2 755 invånare och omfattade en landareal av 7,30 kvadratkilometer.